# Степанидово
Степанидово (рос. Степанидово) — присілок в Котлаському районі Архангельської області Російської Федерації.
Населення становить 15 осіб. Входить до складу муніципального утворення Котласький муніципальний округ.

## Історія
До 2022 року входило до складу муніципального утворення Шипицинське поселення.

## Населення
| 2002 | 2010 |
| ---- | ---- |
| 23   | ↘15  |